# (2825) Crosby
(2825) Crosby ist ein Asteroid des Hauptgürtels, der am 19. September 1938 vom südafrikanischen Astronomen Cyril V. Jackson in Johannesburg entdeckt wurde. 
Der Asteroid ist nach dem US-amerikanischen Sänger und Schauspieler Bing Crosby benannt.